# Zanzibars fotbollsförbund
Zanzibars fotbollsförbund, officiellt Zanzibar Football Federation, är ett specialidrottsförbund som organiserar fotbollen i Zanzibar.
Förbundet grundades 1926 och blev associerad medlem i Caf 2004. De är inte anslutna till Fifa. Zanzibars fotbollsförbund har sitt huvudkontor i staden Zanzibar.